# Iwan Nikolajewitsch Schapowalow

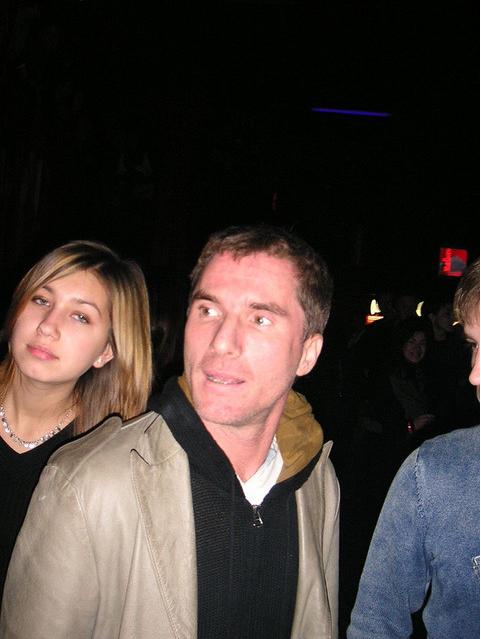
Iwan Schapowalow am 28. Oktober 2005 bei einem t.A.T.u.-Konzert in der Gaudi Arena in Moskau.

Iwan Schapowalow (russisch Иван Николаевич Шаповалов; * 28. Mai 1966 in Kotowo) ist ein russischer Musikproduzent und Musikmanager, der vor allem durch seine Zusammenarbeit mit dem Elektropop-Duo t.A.T.u. Bekanntheit erlangte. Schapowalow war von 1999 bis 2004 Manager der Gruppe und in diesem Zeitraum außerdem bei fast allen Musikvideos als Regisseur und bei vielen Liedern als Produzent und Co-Texter tätig.

## Karriere in der Werbebranche
Schapowalow wurde am 28. Mai 1966 im südrussischen Kotowo als Sohn von Nikolai Alexandrowitsch Schapowalow, einem Künstler, und Nadeschda Richardowona, einer Physiklehrerin, geboren. Seine Mutter hielt ihn dazu an, eine Physikschule zu besuchen.
1990 beendete er in Saratow erfolgreich sein Studium der Kinderpsychologie. In Balakowo betrieb er eine Privatpraxis als Kinderpsychologe. 1992 wechselte er schließlich in die Werbebranche und arbeitete als Marketing- und Werbemanager. Ab 1993 war er in der Zweigstelle der Marketingabteilung der Versicherungsgesellschaft Slawia in Moskau angestellt. Ab 1994 arbeitete er als selbstständiger Autor für Werbefilmdrehbücher. Anfangs musste er zeitweise zusätzlich als Taxifahrer arbeiten, mit der Zeit erhielt er aber zunehmend Aufträge. 1996 arbeitete er an der Kampagne zur erfolgreichen Wiederwahl Dimitri Ajatskows als Gouverneur mit und außerdem für die Computerfirma R&K. Diese war von Boris Renski mitbegründet worden, und im Zuge ihrer Zusammenarbeit freundeten sich Schapowalow und Renski an. Im Jahre 1998 war Schapowalow an den Dreharbeiten zu einem Fernsehspot des Getränkeunternehmens OST beteiligt. Hier traf er erstmals mit Jelena Katina zusammen, die einen Gesangsteil im Werbefilm übernahm. Nach den Dreharbeiten lernte er Jelena Kiper kennen, die damals als Journalistin beim Sender NTW angestellt war.

## Manager und Produzent von t.A.T.u.
Im Jahre 1999 organisierte Schapowalow gemeinsam mit Alexander Wojtinski, den er ebenfalls Mitte der 1990er Jahre kennengelernt hatte, ein Gesangscasting in Moskau. Grund hierfür war die Finanz- und Wirtschaftskrise, die Russland zu dieser Zeit beherrschte, und die daraus resultierende Knappheit an Werbeaufträgen. Unter den 500 Bewerberinnen wurde Jelena Katina als Siegerin ausgewählt. Zu Beginn war geplant, Katina als Sängerin bei Anti-Kriegs-Rockkonzerten, die sich gegen das NATO-Bombardement Jugoslawiens (Operation Allied Force) richten sollten, auftreten zu lassen, wofür auch schon das Lied Jugoslawija aufgenommen worden war. Doch nach kurzer Zeit entschloss man sich, ein Duo zu formen, bestehend aus Jelena Katina und Julija Wolkowa, die zuvor beim Casting nur in die engere Auswahl gekommen war. Die beiden Mädchen sollten unter dem Namen t.A.T.u. auftreten, und durch das Brechen von Tabus und der öffentlichen Zurschaustellung von Sexualität schockieren. Alexander Wojtinski stieg aus dem Projekt aus, da er es als zu unmoralisch ansah. Schapowalow verteidigte t.A.T.u. stets als Darstellung von Liebe in einer anderen, bisher unterdrückten Form, nämlich der zwischen zwei Mädchen. Diese Beziehung bezeichnete er als „reinste Form der Liebe“, da sie keinen Fortpflanzungscharakter habe, sondern nur auf gegenseitiger Zuneigung basiere.
Zur Realisierung seines Projektes t.A.T.u. griff Schapowalow zum größten Teil auf seinen Bekanntenkreis zurück. Boris Renski finanzierte das Projekt, während Jelena Kiper gemeinsam mit Sergio Galoyan und Waleri Poljenko für die Komposition der Lieder zuständig waren. Schapowalow selbst fungierte als Manager und Produzent, aber auch als Regisseur der Musikvideos und als Co-Autor der Lieder.
Im Dezember 2000 wurde mit Ja soschla s uma t.A.T.u.s erste Single veröffentlicht. Das Lied und das dazugehörige Musikvideo, das für einige Kontroversen sorgte, entwickelten sich zuerst in Russland und dann in den ehemaligen Ostblockländern zu einem großen Erfolg. In Russland belegte Ja soschla s uma 18 Wochen lang Platz eins der Charts, das Musikvideo erreichte ausgesprochen hohe Sendewerte auf den Musiksendern MTV Russia und MUZ-TV. Im darauffolgenden Jahr erschien 200 Po Wstretschnoi, das Debütalbum des Duos, sowie mit Nas ne dogonjat dessen zweite Single. 2002 und 2003 wurden t.A.T.u. mit ihren englischsprachigen Veröffentlichungen, vor allem ihrer Single All the Things She Said und dem Album 200 km/h in the Wrong Lane, weltberühmt.
Anfang Dezember 2003 begann die Produktion des zweiten russischen Albums der Band unter dem Arbeitstitel Podnebesnaya. Das Duo wurde dabei von einem Fernsehteam um Regisseur Witali Manski begleitet, und unter dem Titel „t.A.T.u. в Поднебесной“ (t.A.T.u. w Podnebesnoi – „t.A.T.u. unter dem Himmel“) wurden die Aufnahmen als Reality-Show vom russischen Privatsender STS ausgestrahlt. Statt der beiden t.A.T.u.-Sängerinnen wurden aber hauptsächlich Schapowalow und seine anderen Projekte gezeigt. Außerdem forderten die beiden Sängerinnen mehr Mitbestimmungsrecht innerhalb der Gruppe für sich ein, waren unzufrieden mit den von Schapowalow vorgelegten Liedern und mit dessen Arbeitsweise, die nach Ansicht Katinas und Wolkowas hauptsächlich darauf abzielte, ihn selbst in den Fokus der Öffentlichkeit zu stellen. Hinzu kamen mehrere große Fehltritte Schapowalows während einer Promotour t.A.T.u.s durch Japan. Dort hatte er unter anderem einen Werbedeal über zwei Millionen Dollar ausgeschlagen und die beiden Sängerinnen dazu aufgefordert, eine Live-Show des japanischen Fernsehens mitten im Programm zu verlassen. Infolgedessen sank die Beliebtheit des Duos in Japan rapide, und Konzertkarten für die Show Me Love Tour in Tokio verkauften sich äußert schleppend. Katina und Wolkowa verlängerten daher Anfang 2004 den Vertrag mit Schapowalow nicht und trennten sich von ihm als Manager, Produzenten und Video-Regisseur. Im selben Jahr veröffentlichte Schapowalow das Album Podnebesnaya No. 1 in Russland, welches den bekannten t.A.T.u.-Schriftzug auf dem Cover trägt. Das Album enthält aber nur einen Track des Mädchenduos, welcher wiederum nur eine Demoaufnahme Katinas ist. Ansonsten enthält es lediglich Lieder anderer Künstler, die mit Schapowalow zusammenarbeiteten.

## Weitere Projekte nach t.A.T.u.
Im September 2004 präsentierte sich Schapowalow mit seinem neuen Projekt der Öffentlichkeit: Für den 11. September, dem Jahrestag der Terroranschläge am 11. September 2001, plante er als „Terrorkonzerte“ beworbene Auftritte der islamischen Sängerin Nato in Moskau, die jedoch von der russischen Regierung verboten wurden. Schon im darauffolgenden Jahr trennte sich Natalja Schewljakowa von ihrem Manager und Produzenten, da dieser sie als Burka tragende „Terrorsängerin“ Nato berühmt machen wollte. Schewljakowa distanzierte sich allerdings von dieser Marketingstrategie, die, wie schon bei t.A.T.u., auf Skandalen und Tabubrüchen aufbaute.
Weitere Projekte folgten, wie etwa die Rockband 7B, für die Schapowalow als Produzent fungierte. 2007 war er Mitbegründer der Onlinewebseite Mp3search.ru, die noch im gleichen Jahr vom russischen Musiklabel Gala Records aufgrund nicht gezahlter Lizenzgebühren verklagt wurde. Explizit genannt wurde die Veröffentlichung von Liedern der Sängerin MakSim, ohne die Zustimmung von Gala Records eingeholt zu haben. Nach dem verlorenen Gerichtsprozess verschwand Schapowalow endgültig aus der Öffentlichkeit. Er betätigte sich in der Folgezeit zwar noch als Liedschreiber und Videoregisseur diverser Bands, jedoch handelte es sich dabei stets um unbekannte Newcomer, denen allesamt kein großer Erfolg beschieden war. Schapowalow verließ Moskau und wohnt heute wieder in seiner Heimatstadt Kotowo.
Nach der Auflösung seines ehemaligen Projektes t.A.T.u. im Jahre 2011 strengte Schapowalow eine Zusammenarbeit mit Katina und Wolkowa im Zuge der Solokarrieren beider Sängerinnen an. Katina lehnte eine erneute Zusammenarbeit allerdings ab.

## Privatleben
Iwan Schapowalow hat einen Sohn namens Wladimir und ist verheiratet mit Walerija Schapowalowa. Nach dem Ausbleiben weiteren Erfolges und dem Fehlschlagen diverser neuer Projekte verschwand er um 2005 weitgehend aus der Öffentlichkeit. Im August 2012 berichteten diverse russische Medien übereinstimmend, dass bei Schapowalow ein bösartiger Hirntumor diagnostiziert worden ist. Diese Nachricht wurde später von Familienangehörigen bestätigt. Daraufhin unterzog er sich in einer Moskauer Klinik einer Chemotherapie. Im November 2013 gab Schapowalow in verschiedenen Interviews an, sich auf dem Wege der Besserung zu befinden, und seinen Namen in Schapowalow-Podnebesnyj geändert zu haben.

## Trivia
- Schapowalow wurde zwei Mal vom russischen DJ und Liedtexter Sergio Galoyan, der etliche Lieder für t.A.T.u. komponiert und getextet hatte, verklagt: Zuerst im Jahre 2001, da Galoyan sich durch von Schapowalow getätigte Äußerungen diffamiert und in seiner Ehre verletzt sah, und darüber hinaus für seine Arbeit nicht wie vereinbart entlohnt worden war. Schapowalow musste dem armenischstämmigen DJ per Gerichtsbeschluss 20.000 Rubel als Entschädigung zahlen. Die zweite Klage reichte Galoyan im Jahre 2003 ein, da er im Albumbooklet von 200 km/h in the Wrong Lane nicht als Verantwortlicher für den Text diverser Lieder genannt wird, obwohl es sich bei All the Things She Said und Not Gonna Get Us um Übersetzungen der russischen Versionen der Lieder handelt, für die er verantwortlich war.
- 2003 kündigte Schapowalow an, t.A.T.u. für die russischen Präsidentschaftswahlen anzumelden. Dazu kam es letztlich jedoch nicht, da das für Kandidaten erforderliche Mindestalter von 35 Jahren von den beiden Sängerinnen nicht erreicht wurde.[19]
- Ebenfalls 2003 leitete Schapowalow den Videodreh zu t.A.T.u.s Musikvideo Show Me Love als Regisseur. Der Videodreh fand in London, Tokio, Moskau und Los Angeles statt. Zuvor war ein Aufruf gestartet worden, junge Mädchen in Schuluniformen sollten sich versammeln, da diese gemeinsam mit den beiden t.A.T.u. Sängerinnen im Musikvideo auftauchen sollten. Dem Aufruf kamen 300 Mädchen nach.[20] Da Schapowalow jedoch trotz fehlender Drehgenehmigung vor dem Moskauer Kreml filmte, wurde er von der Polizei für einige Stunden festgenommen und der Videodreh aufgelöst.[21] Das Musikvideo wurde zwar dennoch fertiggestellt, auf eine werbewirksame Veröffentlichung wurde aber verzichtet.
- 2004 geriet Schapowalow in die Schlagzeilen als bekannt wurde, dass er gemeinsam mit t.A.T.u.s damaliger PR-Managerin und Pressesprecherin Beata Ardeewa in der Fernsehdokumentation Anatomija t.A.T.u. vor laufender Kamera Marihuana konsumiert hatte. Aus der Moskauer Stadtverwaltung wurde ihm die Verharmlosung von Drogen vorgeworfen, nachdem er auch Aussagen Julija Wolkowas, über ihre Erfahrungen mit Drogen, kommentiert hatte.[22]